# Anne McClain
Anne Charlotte McClain (* 7. Juni 1979 in Spokane, Washington) ist eine US-amerikanische Militärpilotin, Astronautin und ehemalige Rugby-Nationalspielerin.

## Leben
McClain wuchs in Spokane im Staat Washington auf. Sie studierte bis 2002 Maschinenbau und Luftfahrttechnik an der U.S. Military Academy in West Point und erwarb 2004 einen Master der Luft- und Raumfahrttechnik an der Universität Bath sowie 2005 einen Master in Internationalen Beziehungen an der Universität Bristol. Von 2004 bis 2006 und 2010 bis 2012 war sie Mitglied der Rugby-Union-Nationalmannschaft der Vereinigten Staaten.
McClain ist Angehörige der U.S. Army im Rang eines Lieutenant Colonel, Pilotin und Fluglehrerin mit mehr als 2000 Flugstunden auf 20 verschiedenen Flugzeugtypen. Im Irakkrieg flog sie 216 Kampfeinsätze.

## Astronautentätigkeit
McClain wurde am 17. Juni 2013 als Mitglied der NASA-Astronautengruppe 21 ausgewählt. Im Juli 2015 schloss sie ihr Astronautentraining ab.
Am 3. Dezember 2018 flog McClain zusammen mit dem russischen Kosmonauten Oleg Kononenko und dem kanadischen Astronauten David Saint-Jacques an Bord des Raumschiffs Sojus MS-11 zur ISS. Mit ihrer Ankunft endete eine drei Monate dauernde Unterbesetzung der Station mit nur drei Personen, nachdem der vorherige Zubringerflug Sojus MS-10 wegen eines Raketendefekts in 50 Kilometern Höhe abgebrochen worden war. McClain arbeitete als Bordingenieurin der ISS-Expeditionen 58 und 59. („Bordingenieur“ ist die Standard-Funktionsbezeichnung aller ISS-Expeditionsmitglieder mit Ausnahme der Kommandanten.) Neben Wartungsaufgaben an der Station und Öffentlichkeitsarbeit war sie – wie alle Expeditionsteilnehmer – auch mit der Betreuung zahlreicher Experimente betraut.

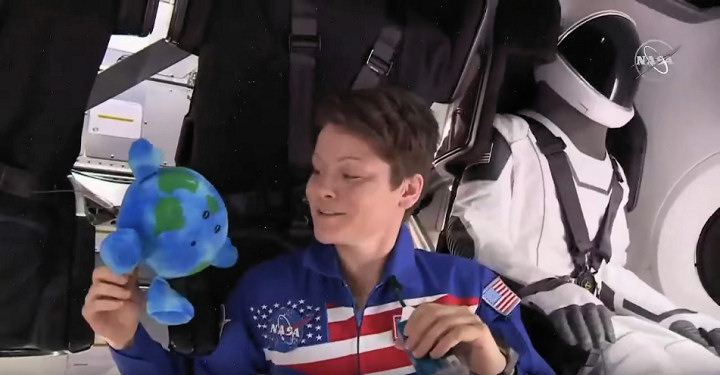
Anne McClain mit Little Earth und Ripley bei einer Fernsehansprache in der Crew Dragon

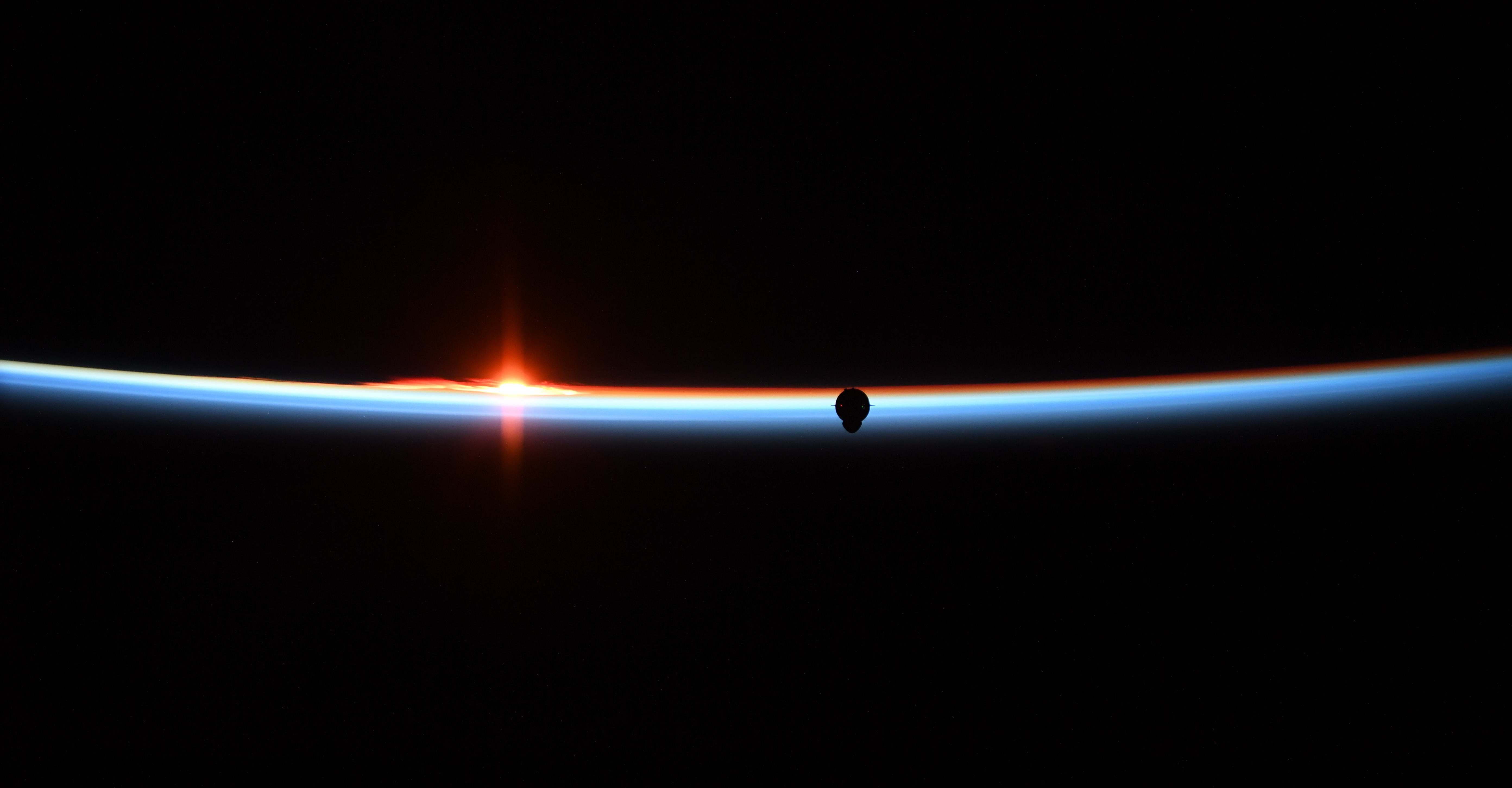
SpX-DM1 im Anflug auf die ISS, fotografiert von Anne McClain

Am 3. März 2019 nahmen Kononenko, McClain und Saint-Jacques SpX-DM1 in Empfang, das erste an der ISS angedockte Crew-Dragon-Raumschiff von SpaceX. Es handelte sich auch um den ersten Flug eines für bemannte Missionen vorgesehenen US-Raumschiffs seit dem letzten Space-Shuttle-Flug im Jahr 2011. An Bord der Raumkapsel befanden sich neben Versorgungsgütern das anthropomorphe Testgerät „Ripley“ und die Plüschfigur „Little Earth“. Durch die Liveübertragung von McClains Begrüßungsansprache erhielten alle drei große Aufmerksamkeit; „Little Earth“ war anschließend für einige Monate ausverkauft.
Während ihres ISS-Aufenthalts absolvierte Anne McClain zwei Außenbordeinsätze von jeweils rund sechseinhalb Stunden Dauer: Am 22. März 2019 unternahm sie zusammen mit Nick Hague Wartungsarbeiten am Stromversorgungssystem der Station, und am 8. April 2019 mit David Saint-Jacques an der Stromversorgung des Roboterarms Canadarm2. Eigentlich war für den 29. März ein weiterer Außeneinsatz gemeinsam mit Christina Koch vorgesehen, bei dem McClain jedoch von Hague vertreten wurde, weil keine zweites Raumanzugoberteil in der Größe „medium“ verfügbar war. Nachdem die US-Medien zuvor über den geplanten ersten all-female spacewalk (etwa: „ausschließlich weiblichen Raumspaziergang“) berichtet hatten, führte dieser Lapsus zu einer öffentlichen Sexismusdebatte in Bezug auf NASA-Raumanzüge. McClain erklärte dazu in Live-Interviews, sie habe sich erst nach ihrem ersten Außeneinsatz auf die Größe „medium“ festgelegt. Statt den zweiten Einsatz zu verschieben, bis ein im Lager der Station vorhandenes zweites „medium“-Oberteil hergerichtet gewesen sei, habe sie sich entschieden, Hague den Vortritt zu lassen.
Nach 204 Tagen im All kehrten McClain, Kononenko und Saint-Jaques am 25. Juni 2019 an Bord von Sojus MS-11 zurück.
Im Dezember 2020 wurde McClain als Kandidatin für Mondflüge im Rahmen des Artemis-Programms ausgewählt. Zudem war sie als Ersatzfrau für Mark Vande Hei bei der Mission Sojus MS-18 und der ISS-Expedition 65 eingeteilt.
Zu ihrem ersten Raumflug als Kommandantin wurde McClain im August 2024 eingeteilt. Sie leitet die Mission SpaceX Crew-10 und flog mit ihren Begleitern Nichole Ayers, Kirill Peskow, und Takuya Ōnishi am 14. März 2025 zur ISS.

## Privates
McClain war seit 2014 mit Summer Worden verheiratet, einer ehemaligen Mitarbeiterin des Nachrichtendienstes der U.S. Air Force. Das Paar befindet sich seit 2018 in einem Scheidungsverfahren und lebt getrennt. Nach dem Weltraumflug beschuldigte Worden McClain des Identitätsdiebstahls, da sie während ihres Aufenthalts in der ISS per Online-Banking das Bankkonto ihrer Ehefrau eingesehen hatte. McClains Anwalt erklärte dazu, dass sie ein Fehlverhalten bestreite. Sie habe nur dasselbe getan wie während ihrer gesamten Beziehung, nämlich mit Wissen ihrer Frau geprüft, ob mit den – immer noch verwobenen – gemeinsamen Finanzen alles in Ordnung sei. Durch diese Beschuldigung wurde McClain als lesbisch geoutet, wodurch sie nach Sally Ride die zweite bekannte LGBT-Astronautin wurde. McClain wies Wordens Beschuldigungen zurück. Am 7. April 2020 wurde McClain durch Untersuchungsergebnisse von allen Beschuldigungen entlastet. Worden steht vor einer Anklage mit zwei Anklagepunkten wegen Falschaussage.
McClain und Worden ließen sich 2019 scheiden.
Als Hobbys gibt McClain die Sportarten Gewichtheben, Rugby, Golf, Radfahren, Crossfit und Laufen an.